# Orlovské vŕšky
Orlovské vŕšky jsou přírodní rezervace v katastrálních územích Riadok ve vojenském újezdu Záhorie a Malacky v okrese Malacky v Bratislavském kraji na Slovensku. Území bylo vyhlášeno v roce 2011 a jeho rozloha je 206,92 hektaru. Předmětem ochrany jsou biotopy jasanovo-olšových podhorských lužních lesů, panonských dubohabřin, březových acidofilních doubrav, dystrofních stojatých vod, přirozených eutrofních a mezotrofních stojatých vod, přechodných rašelinišť a oligotrofních až mezotrofních vod.